# Синиця Григорій Іванович
Григо́рій Іва́нович Сини́ця (* 17 січня 1908, Одеса — 10 жовтня 1996, Кривий Ріг) — заслужений художник України — 1996, лауреат Шевченківської премії 1992 року — за відродження української колористичної школи.

## Життєпис
1914 року переніс важку хворобу і став інвалідом дитинства, рано залишився сиротою. Виховувався в дитячому притулку у Кіровограді.
Навчався в Кіровоградському художньо-промисловому училищі у художника С. І.  Данишевського, потім в Одеській середній художній школі, де його вчив теоретик авангарду М. К. Гершенфельд. По тому вчився в Київському художньому інституті у майстерні Миколи Рокицького — одного із учнів М. Бойчука, та Е. Холостенка. Переслідувався владою як формаліст, націоналіст та абстракціоніст.

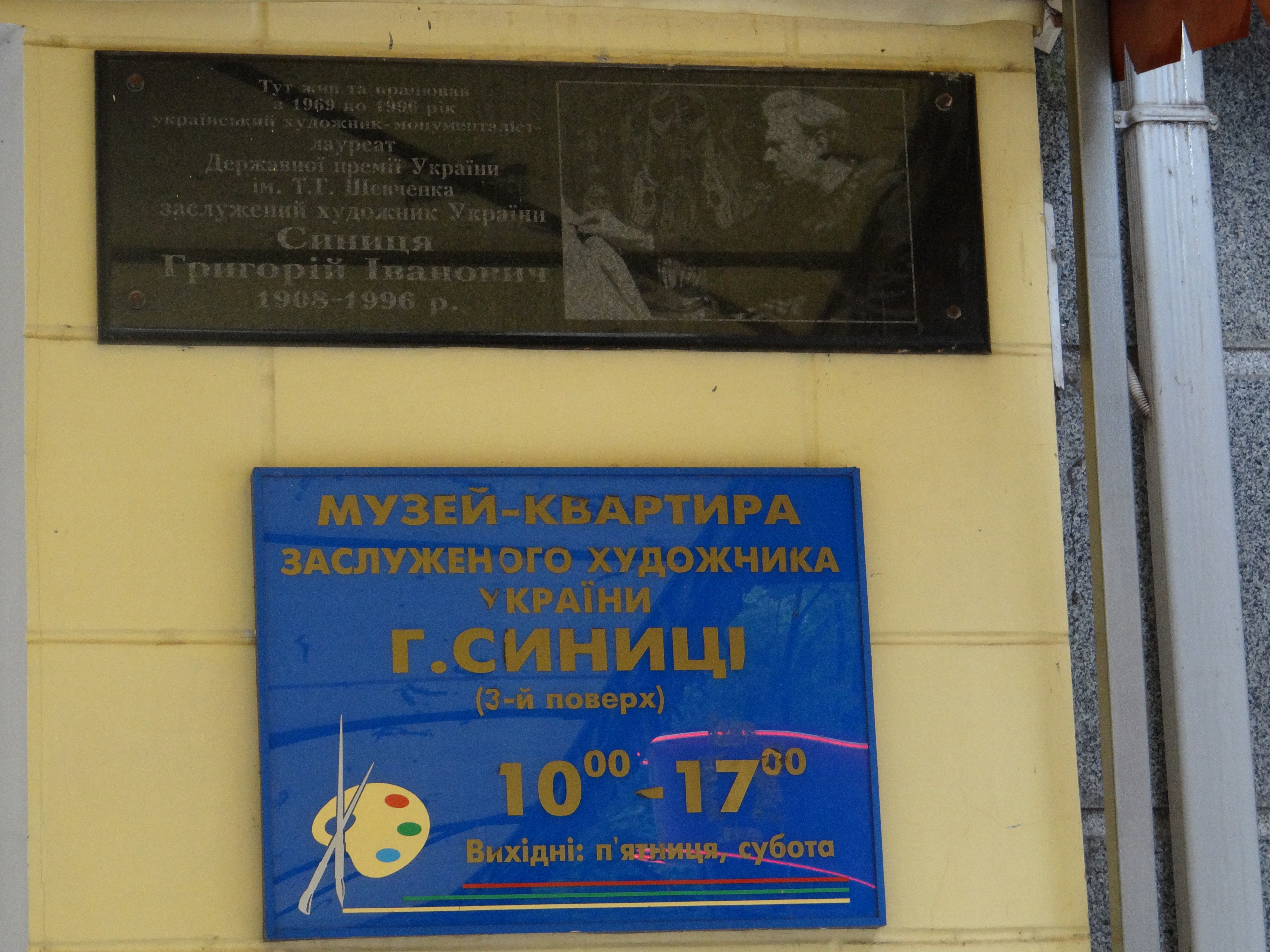
Меморіальна дошка Григорію Синиці у Кривому Розі

1934 року живописний факультет оголошено «розсадником формалізму» і всім студентам-«бойчукістам» пропонується залишити навчання. Синиця знову за конкурсом вступив до інституту, навчався 1 рік у майстерні професора Падалки. Не бажаючи зраджувати школу Бойчука, на 5 курсі Синиця залишає інститут і займається самоосвітою. 1941 року в Києві відбулася персональна виставка.
При нацистській владі був в колоні, котру гнали до Бабиного Яру, йому вдалося врятуватись; численну кількість своїх робіт присвятив цій трагедії. Після війни працював над новою технікою — флоромозаїка, створив 29 творів у цій техніці, над кожною працював по 2-3 роки. Працював на заводі «Керамік» Києва майстром-технологом, виконував завдання по відновленню міста: облицювання теракотою Головпоштамту, будинків на Хрещатику, вулиці Червоноармійській. Кандидатуру Синиці було висунуто на здобуття Сталінської премії, та потім без будь-яких пояснень у ній було відмовлено.
У 1960-х Синиця з народними майстрами започаткував новий напрям — «Українська колористична школа» — шанування народної культури кольору як естетичного образу, материнської мови, національної та історичної категорії. До їх числа входили Марія та Федір Приймаченки, Ганна Собачко-Шостак та Іван Шостак — народний розпис, Ганна Верес та Ганна Василащук — ткацтво, Федір Олексієнко — кераміка, Євмен Повстяний — вибійка, Олександр Саєнко — інкрустація соломкою. Автор естетично-філософської праці «Колорит в образотворчому мистецтві». Разом з учнями створює ряд монументальних ансамблів — з них мозаїчний стінопис у Донецьку та Олександрії.
Під його рукою працювали О. Якименко, А. Горська, Г. Зубченко, В. Зарецький, Г. Марченко, Л. Тоцький, М. Шкарапута. Через звинувачення в націоналізмі та постійні гоніння з боку влади — зокрема, журнал «Комуніст України» за 1963 рік, стаття «Коммунистическое воспитание трудящихся — важнейшая задача партийных организаций» — секретар ЦК КП України Андрій Скаба — у 1968 році змушений був переїхати до Кривого Рогу.
Серед його робіт:
- 1960 — «Видубицький монастир»,
- «Бабин Яр»,
- «Українська старовина»,
- «Тарасовими стежками»,
- «Дума про могилу Тараса Шевченка»,
- «Боги стародавнього Києва»,
- «Спас на Берестові»,
- 1961 — «Літописець Нестор»,
- «Останній промінь»,
- 1965 — ансамбль монументальних композицій: «Прометеї», «Космос», «Жива вода», «Сонце», «Земля» — в Донецькій експериментальній школі № 5, разом з В. Зарецьким, А. Горською, Г. Зубченко, Г. Марченком.
- 1966 — «Рубін», у співавторстві з В. Зарецьким, А. Горською,
- 1968 — монументальна композиція торгової зали в гастрономі міста Олександрія Кіровоградської області, у співавторстві з Л. Тоцьким, М. Шкарапутою,
- «Байда»,
- 1969 — «Запорозький марш»,
- 1970 — «Нестор-літописець»,
- 1971 — «Поляни»,
- 1972 — «Світовид»,
- 1972—1974 — «Ковалі сучасності» — в Інституті ядерних досліджень АН УРСР.
- 1975 — «Скіфи»,
- «Хортиця»,
- 1976 — «Передзвони»,
- «Автопортрет»,
- 1977 — «Скіфський степ»,
- «Спалах»,
- 1978 — «Ярослав Мудрий»,
- 1979 — «Темрява проти світла»,
- 1980 — «Кожум'яка — переможець»,
- «Мадонна палеоліту»,
- 1981 — «Зупиніться, роки»,
- 1983 — «Світло в просторі»,
- 1987 — «Боротьба».
- 1988 — «Святі руїни»,
- «Краю мій»,
- «Архітектор Степан Ковнір»,
- «Коли цвітуть каштани»,
- 1989 — «Шляхи минулого»,
- «Андріївська церква»,
- «Безупинний рух»,
- «Київська Русь»,
- «Славутич»,
- «Київська осінь»,
- «Подільські задвірки»,
- 1989—1990 — «Волхви».
- 1990 — «Блакитний Дніпро»,
- «Кирилівська церква XII століття»,
- «Сонячні роси Саксагані».

У 1992 році став лауреатом Державної премії України імені Т. Г. Шевченка. У Кривому Розі створено музей у квартирі, де він мешкав. У Київському політехнічному інституті діє картинна галерея, де експонуються його твори.

## Витоки
- Вісник Кривбасу[недоступне посилання з травня 2019]
- Прес-центр
- Григорій Синиця [Архівовано 31 жовтня 2012 у Wayback Machine.]
- Просвіта — Кривий Ріг [Архівовано 16 січня 2014 у Wayback Machine.]
- Комітет з національної премії імені Тараса Шевченка [Архівовано 16 січня 2014 у Wayback Machine.]
- Автори. Григорій Синиця. [Архівовано 16 січня 2014 у Wayback Machine.]